# Achille Glorieux
Pour les articles homonymes, voir Glorieux.
Achille Marie Joseph Glorieux, né le 2 avril 1910 à Roubaix et mort à Lille le 22 septembre 1999, est un prélat français qui a tenu des postes diplomatiques pour l'Église catholique. 

## Biographie
Achille Glorieux, licencié en théologie, est ordonné prêtre pour le diocèse de Lille le 29 juin 1934. Il travaille aussitôt à Rome à la Secrétairerie d'État. Il rentre en France en 1940 à cause de l'entrée en guerre de l'Italie et se replie à Limoges pour collaborer au journal La Croix qui est évacué dans cette ville.
Il retourne à Rome en 1945 où il conserve la correspondance de La Croix et est chargé de l'édition française de L'Osservatore romano. Il partage alors son logement avec l'abbé Veuillot (futur archevêque de Paris). Achille Glorieux est secrétaire de la commission de préparation au Concile Vatican II. Il est accusé d'avoir négligé de présenter en commission une pétition de 435 Pères du Concile demandant d'examiner les erreurs du communisme dans le schéma préparatoire concernant l'Église dans le monde moderne. Finalement Paul VI se range à l'avis du cardinal Tisserant et un compromis est trouvé dans le paragraphe 21 de Gaudium et Spes qui, sans citer nommément le communisme, principal problème pastoral de l'époque, condamne « ces doctrines et actions empoisonnées qui sont en contradiction avec la raison et [qui] (...) détrônent l'homme de son excellence native. »
Il est nommé secrétaire du conseil pontifical pour les laïcs en 1966. Trois ans plus tard, il est nommé évêque titulaire de Beverlacum (Beverley) et pro-nonce apostolique en Syrie (en), le 19 septembre 1969. Il est consacré évêque le 9 novembre 1969 par Jean-Marie Villot, les coconsécrateurs étant Alberto Castelli (it) et Adrien Gand, évêque de Lille. Il est nommé pro-nonce au Caire, le 3 août 1973. Il démissionne en 1984. Il meurt à Lille et ses funérailles ont lieu le 30 septembre 1999 à Roubaix.

## Publications
- Les Docteurs de l'Église, Limoges, éd. Bonne Presse, 1943, 64 pages
- Jeanne d'Arc, messagère du Christ-Roi, Lille, éd. SILIC, 1964

## Lens externes
- Ressource relative à la religion :   - Catholic Hierarchy
- Notices d'autorité :   - VIAF
  - ISNI
  - BnF (données)
  - IdRef
  - GND
  - Pays-Bas
  - NUKAT